# Melizzano
Melizzano est une commune de la province de Bénévent dans la région Campanie en Italie.

## Géographie physique
Melizzano est située sur la rive droite du « vallone di Prata » à 10 km de la gare ferroviaire Frasso - Dugenta.
Elle fait partie de la zone de la Communauté de montagne de Taburno. - Région agricole n.4 - Collines de Calore Irpino plus basses.
Elle présente un dénivelé de 907 m avec une altitude minimum de 33 m et une altitude maximale de 940 m.
Sa superficie agricole utilisée est de 1 101,42 hectares (2000). Source : Chambre de commerce de Bénévent, "Données et chiffres", mai 2007.
Sa distance à la capitale provinciale est de 29 km.

## Histoire
Le village a été construit au Moyen Âge à la place de l'ancien Melae, un établissement d'origine samnite qui a été au centre de certains événements tristes pendant la deuxième guerre punique. (216 AV. J.-C.). Ce village dépendait de la mairie romaine de Telesia. 
Dans Catalogus baronum (moitié du XIIe siècle) s'appelait Meliczano et était un fief appartenant au comte de Caserte. 
Plus tard, il devint la propriété de Signoretto et, en 1506, de Gambacorta.
En 1532, il comptait quarante-huit familles, puis cinquante-six en 1596 et trente-huit après la peste de 1656.
Au XVIIe siècle, il appartenait aux familles De Capua et Bellucci.
Peu avant la subversion de la féodalité, (1806) le village appartenait aux Corses.
En 1810, la commune est devenue une seule municipalité avec Dugenta qui, après l'Unité d'Italie, est devenue sa fraction.
Depuis 1861, elle fait partie de la province de Bénévent.
En 1943, les bombardements américains ont fait vingt-et-un morts.

## Culture
Le château de Melizzano est caractérisé par le merle gibeline[Quoi ?] (architecture) qui court dans toute l'architecture. Propriété privée, c'est un monument d'un intérêt considérable car il a conservé son aspect d'origine. Dans la cour intérieure, vous pouvez admirer les magnifiques arcs ogivaux de goût gothique.

### Architecture religieuse
Église Saint-Pierre
L'église paroissiale et archiprêtrale a été mentionnée pour la première fois au XVIe siècle lorsqu'elle était sous le patronage de l'Universitas. L'extérieur, précédé d'un modeste escalier, comporte trois portes surmontées de deux oculi et d'une fenêtre. L'intérieur, à trois nefs, présente plusieurs décorations en stuc dans le goût du XVIIIe siècle. Elle conserve une sculpture de la Vierge, objet d'une profonde vénération.

## Administration
| Période                                  | Période | Identité | Étiquette | Qualité |
| ---------------------------------------- | ------- | -------- | --------- | ------- |
|                                          |         |          |           |         |
| Les données manquantes sont à compléter. |         |          |           |         |

### Hameaux
Torello

### Communes limitrophes
Amorosi, Castel Campagnano, Dugenta, Frasso Telesino, Solopaca, Telese Terme